# Krasíkovský tunel
Krasíkovský tunel je dvojkolejný železniční tunel, který se nachází v katastru obce Krasíkov na železniční trati Česká Třebová – Přerov v úseku km 24,687–25,785 mezi železniční stanicí Krasíkov a zastávkou Tatenice. V rámci výstavby třetího železničního koridoru nahradil jeden z nevyhovujících úseků v údolí řeky Moravské Sázavy a byl dán do provozu 23. srpna 2004.

## Popis
Krasíkovský tunel (při stavbě pracovně označovaný jako Krasíkovský tunel I.) je dlouhý 1098,30 m, z toho bylo raženo novou rakouskou tunelovací metodou (NRTM) 1030 m a hloubeno v západním úseku 41,15 m, u východní části 22,15 m. Tunel není ražen v přímce, ale ve dvou obloucích na půdorysu písmene S. Od západní části je levý oblouk o průměru 945 m, v km 25,229 přechází do pravého oblouku o poloměru 941 m. Výjezd z východního portálu navazuje na most se zastávkou Tatenice. Tunel je vybaven únikovou štolou dlouhou asi 240 m s únikovou šachtou (12,5 m hluboká), která je vybavena točitým schodištěm. Štola je široká 3,34 m vysoká 2,63 m.
Tunel byl ražen v masívu křídových hornin se složitými geologickými podmínkami. Z hornin se nejvíc vyskytovaly pískovce, prachovce a jílovce. Maximální výška nadloží je 42 m. Tunel byl ražen metodou NRTM z obou portálů, ze západního úpadně v délce 370 m, z východního dovrchně v délce 660 m. K rozpojování horniny bylo použito trhavin. Světlý průřez tunelu je jednotný po celé délce. Klenby mají kruhový profil s tloušťkou ostění od 350 do 550 mm u ražených úseků a 600 mm u hloubených úseků.